# اچ‌ام‌اس امرلد (۱۸۷۶)
اچ‌ام‌اس امرلد (۱۸۷۶) (به انگلیسی: HMS Emerald (1876)) یک کشتی بود. این کشتی در سال ۱۸۷۶ ساخته شد.